# Zacháro (ville)
Pour l’article homonyme, voir Zacháro (dème).
Zacháro, en grec moderne : Ζαχάρω, est une ville du dème du même nom, dans l'ouest du Péloponnèse, en Grèce. 
Administrativement, elle fait partie du district régional d'Élide, en Grèce-Occidentale. Zacharo est située sur la côte du golfe de Cyparisse, en bordure de la mer Ionienne. Le mont Lapithas est au nord et le mont Minthé se trouve à l'est. Au nord-ouest de la ville, entre le mont Lapithas et la mer, se trouve le lac de Kaïáfas. Zacháro est situé à 18 km au sud d'Olympie, à 28 km au sud-est de Pyrgos, à 65 km au nord-ouest de Kalamata et à 65 km à l'ouest de Tripoli. La ville est traversée par la route nationale grecque 9/Route européenne 55, qui relie Patras à Kalamata. 
Selon le recensement de 2011, la population de Zacháro compte 3 145 habitants.